# Saint-Martin-de-Castillon
Saint-Martin-de-Castillon település Franciaországban, Vaucluse megyében. Lakosainak száma 695 fő (2022. január 1.). Saint-Martin-de-Castillon Céreste-en-Luberon, Cabrières-d’Aigues, Caseneuve, Castellet, La Motte-d’Aigues, Peypin-d’Aigues, Saignon és Viens községekkel határos.

## Népesség
A település népessége az elmúlt években az alábbi módon változott:
| Lakosok száma | 752  | 767  | 790  | 781  | 755  | 728  | 702  | 703  | 695  |
|               | 2013 | 2015 | 2016 | 2017 | 2018 | 2019 | 2020 | 2021 | 2022 |